# دینگ خانه باقرآباد
دینگ خانه باقرآباد مربوط به دوره قاجار است و در شهرستان بافق، روستای باقرآباد واقع شده و این اثر در تاریخ ۲۲ مرداد ۱۳۸۴ با شمارهٔ ثبت ۱۳۰۱۸ به‌عنوان یکی از آثار ملی ایران به ثبت رسیده است.